# 漕げよマイケル
「漕げよマイケル」 (Michael, Row the Boat Ashore) は、アメリカ黒人のスピリチュアルである。この歌はサウスカロライナ州のシー諸島のひとつであるセントヘレナ島で、南北戦争中に記された。

## 概要
この歌は、北軍の海軍が封鎖する前に島を去った元奴隷たちによって歌われた。ハーバード大学卒業生で 1862年から1865年までセントヘレナ島で援助に携わっていた奴隷制度廃止運動家のチャールズ・ピカード・ウェアによって、この歌は楽譜におこされた。ウェアのいとこであるウィリアム・フランシス・アレンが1863年に報告した内容によると、元奴隷たちはボートを漕ぎながらこの歌を歌っていた。
1867年にアレンとウェアとルーシー・マキム・ギャリソンによって、1867年に『合衆国奴隷の歌』 (Slave Songs of the United States) でこの歌は最初に発表された。

## 録音
今日よく知られている「Michael, Row the Boat Ashore」のバージョンは、ボストンのフォーク歌手兼教師であるトニー・サレタンによって改変されたもので、サレタンから1954年にピート・シーガーへ伝えられた。この歌の最も古い録音の1つは、フォーク歌手ボブ・ギブソンによるもので、彼の1957年のアルバム『カーネギー・コンサート』に収録されている。後に、ウィーバーズによるアレンジが1960年のアルバム『ウィーバーズ・ソングブック』に収録され、アメリカのフォーククインテットであるザ・ハイウェイメンによる演奏（曲名は単に「Michael」）が全米シングルチャートで1961年に1位を記録し続いて全英シングルチャートでも1位を記録した。ロニー・ドネガンによるカバーは1961年に全英シングルチャートで6位を記録し、ハリー・ベラフォンテによる録音は彼の1962年のアルバム『ミッドナイト・スペシャル』に収録され、ピート・シーガーの録音は彼の1963年の『チルドレン・コンサート・アット・タウンホール』に収録された。1964年にはトリニ・ロペスによってヒットした。イスラエル系フランス人歌手リカ・ザライによってフランス語バージョンが1964年に録音され、ドイツのディスコ・グループであるジンギスカンも1981年にこの歌を録音した。
| 先代 「Wooden Heart」 by ジョー・ダウェル | Billboard Hot 100 1位獲得作品（ザ・ハイウェイメン・バージョン） 1961年9月4日 - 11日               | 次代 「サヨナラ・ベイビー」 by ボビー・ヴィー |
| 先代 「Wooden Heart」 by ジョー・ダウェル | Billboard イージーリスニング 1位獲得作品（ザ・ハイウェイメン・バージョン） 1961年9月4日 - 10月2日 | 次代 "Mexico" by ボブ・ムーア                 |
| 先代 "Kon-Tiki" by シャドウズ             | 全英シングルチャート 1位獲得作品（ザ・ハイウェイメン・バージョン） 1961年10月12日                 | 次代 「夢見る恋」 by ヘレン・シャピロ         |